# Tour Super-Italie
La tour Super-Italie est une tour de logements construite par l'architecte Maurice Novarina, assisté des architectes Jacques Giovannoni et Léger, principalement résidentielle, situé dans le 13e arrondissement de Paris en France. Elle comprend une piscine privée couverte et un solarium accessible par un escalier depuis le 34e étage.

## Historique
La tour est construite à partir de 1970 et achevée en février 1974 par l'architecte Maurice Novarina pour Cogifrance,. D'une hauteur totale de 112 m, Super-Italie est la plus haute tour de l'opération urbanistique Italie 13 et le deuxième plus haut bâtiment résidentiel de Paris intra muros, après la tour Prélude des Orgues de Flandre. Une seconde tour, de forme identique, devait être construite dans le même îlot. L'arrêt des programmes de tours au début du mandat de Valéry Giscard d'Estaing a entraîné l'annulation de ce projet.
Aussi connue dans le quartier sous le nom de « tour ronde », elle se distingue des autres tours du 13e arrondissement par sa forme en double anse de panier ainsi que par une « calotte » (avant-toit fortement pentu) qui recouvre les trois derniers niveaux. Son poids total est de 44 000 tonnes, soit quatre fois et demie le poids de la tour Eiffel.

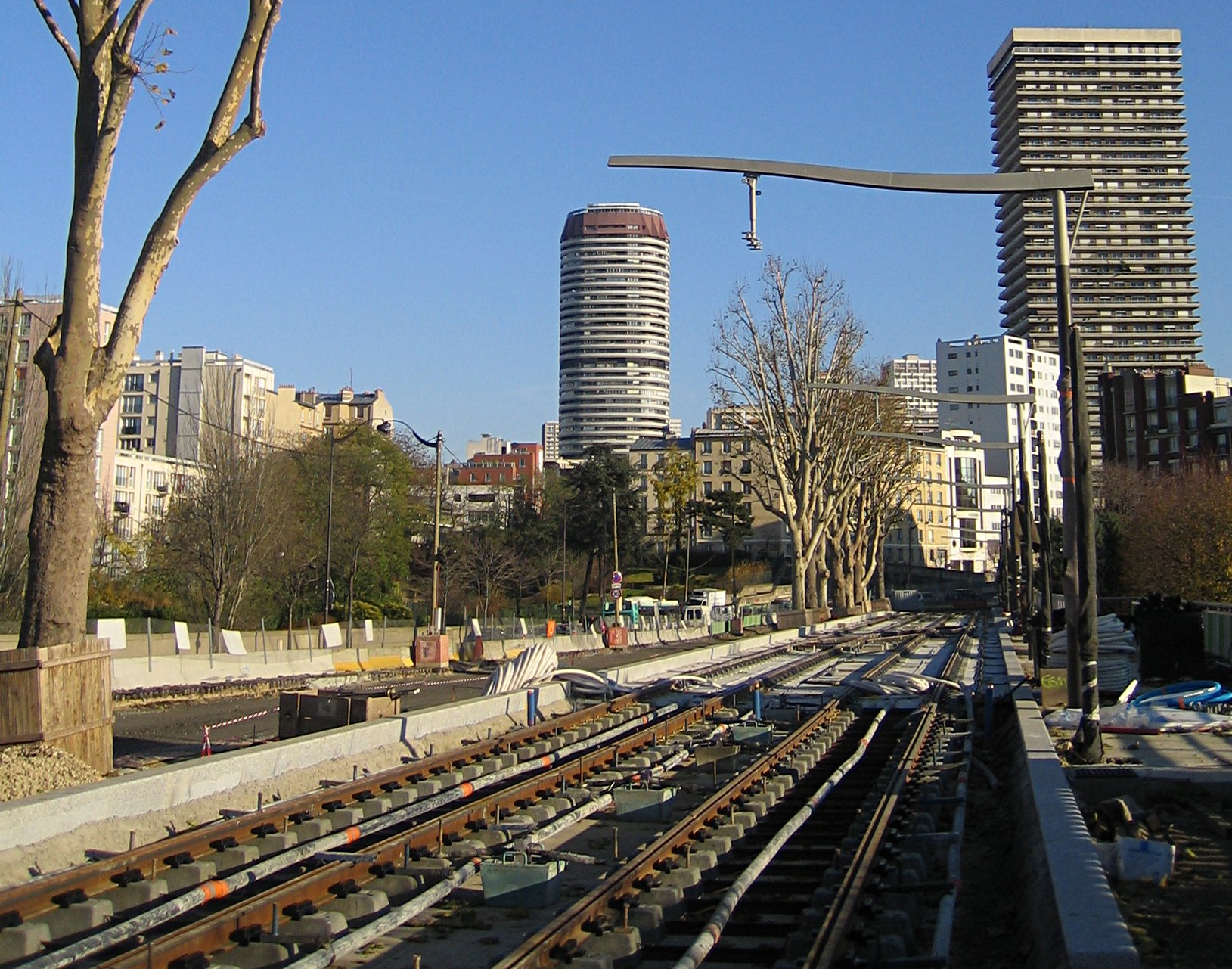
Vue de la station Poterne des Peupliers du tramway T3 ; la tour Super-Italie est visible au milieu de la photographie. L'immeuble à droite est la tour Chambord

## Accès
Ce site est desservi par la station de métro Maison Blanche comprenant la ligne 7 ainsi que la ligne 14.